# Richard Harrington, Baron Harrington of Watford

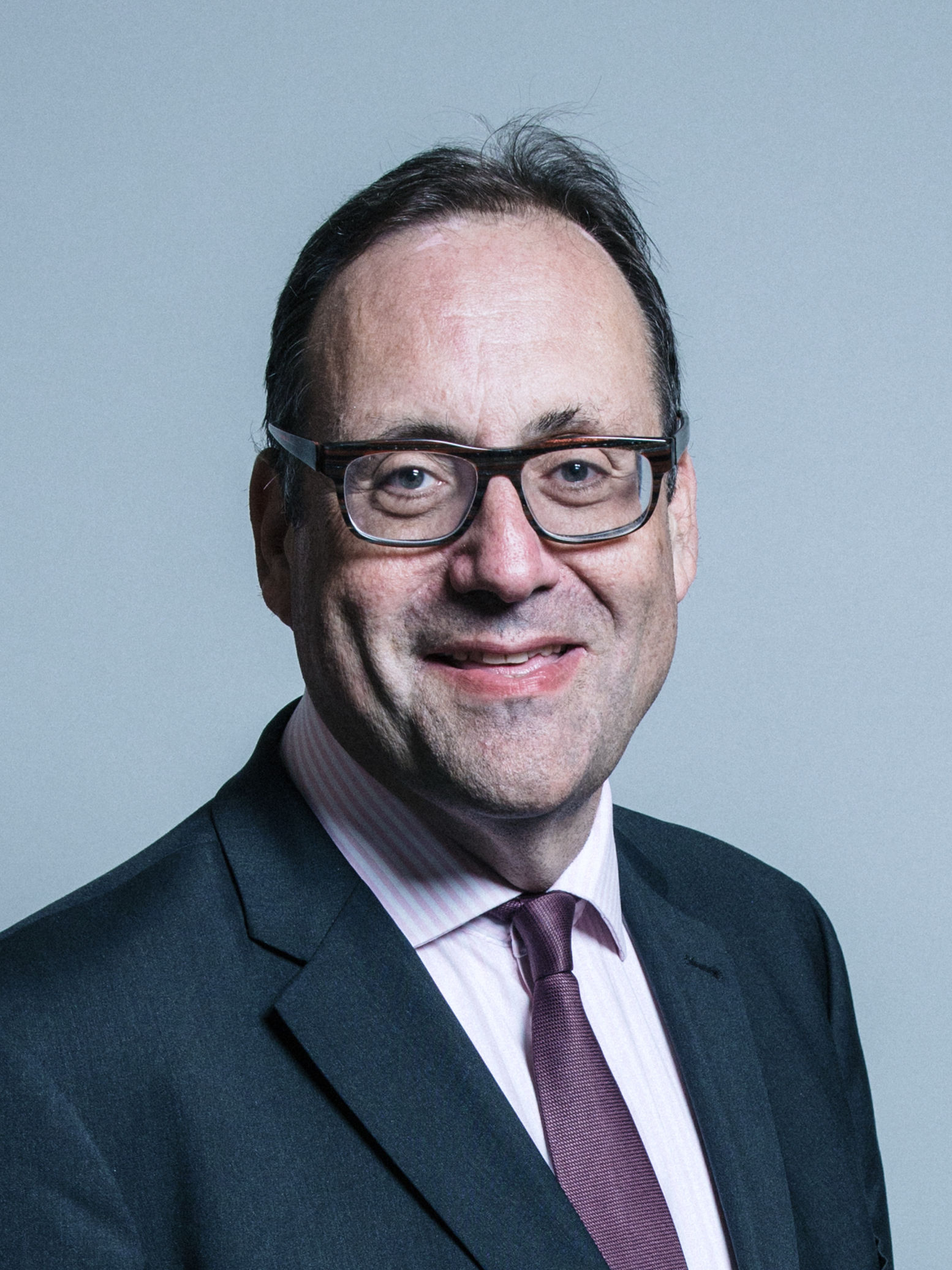
Richard Harrington (2017)

Richard Harrington, Baron Harrington of Watford (* 4. November 1957 in Leeds) ist ein britischer Politiker der Conservative Party.

## Leben
Von 2010 bis 2019 war Harrington Abgeordneter im britischen House of Commons. Vom 17. Juli 2016 bis 14. Juni 2017 war er Unterstaatssekretär im Department for Work and Pensions im Kabinett May I. Harrington wurde am 4. September 2019 aufgrund seiner parlamentarischen Gegenwehr gegen einen Brexit ohne EU-Austrittsabkommen von der Fraktion der Conservative Party ausgeschlossen. Er kündigte kurz darauf an, sich bei den nächsten Unterhauswahlen im Dezember 2019 nicht erneut um einen Sitz im Parlament zu bewerben. Am 15. März 2022 wurde er als Baron Harrington of Watford, of Watford in the County of Hertfordshire, zum Life Peer erhoben. Er ist dadurch seither Mitglied des House of Lords. Harrington ist verheiratet und hat zwei Kinder.